# Жабче (Грубешівський повіт)
Жабче (пол. Żabcze) — село в Польщі, у гміні Долобичів Грубешівського повіту Люблінського воєводства. Населення — 224 особи (2011).

## Історія
1621 року вперше згадується православна церква в селі.
За даними етнографічної експедиції 1869—1870 років під керівництвом Павла Чубинського, у селі здебільшого проживали греко-католики, усе населення розмовляло українською мовою.
У 1921 році село входило до складу гміни Потуржин Томашівського повіту Люблінського воєводства Польської Республіки.
За офіційним переписом населення Польщі 10 вересня 1921 року в селі налічувалося 82 будинки та 527 мешканців, з них:
- 241 чоловік та 286 жінок;
- 453 православні, 50 римо-католиків, 23 юдеї, 1 християнин інших конфесій;
- 312 українців, 208 поляків, 7 євреїв.

20 квітня 1938 року польська влада в рамках великої акції руйнування українських храмів на Холмщині і Підляшші знищила місцеву православну церкву.
19 березня 1944 року польські шовіністи вбили в селі 23 українців. У серпні 1944 року місцеві мешканці безуспішно зверталися до голови уряду УРСР Микити Хрущова з проханням включити село до складу УРСР, звернення підписала 281 особа. Після Другої світової війни село опинилося у складі Польщі. З 16 червня по 15 липня 1947 року під час операції «Вісла» польська армія виселила зі Жабчого на щойно приєднані до Польщі північно-західні терени 127 українців. У селі залишилося 182 поляки.
У 1975—1998 роках село належало до Замойського воєводства.

## Населення
Демографічна структура станом на 31 березня 2011 року:
|          | Загалом | Допрацездатний вік | Працездатний вік | Постпрацездатний вік |
| -------- | ------- | ------------------ | ---------------- | -------------------- |
| Чоловіки | 108     | 25                 | 67               | 16                   |
| Жінки    | 116     | 15                 | 61               | 40                   |
| Разом    | 224     | 40                 | 128              | 56                   |

## Особистості

### Народилися
- Юрій Курило (1926—1996) — український лікар-ветеринар[9].